# David Gustavo Gutiérrez Ruiz
David Gustavo Gutiérrez Ruiz (Villahermosa, Tabasco; 25 de diciembre de 1939) es un economista y político mexicano, que fue el último Gobernante del Territorio de Quintana Roo.
Obtuvo su licenciatura en economía en la Escuela Nacional de Economía de la Universidad Nacional Autónoma de México. Hizo estudios de posgrado en el Instituto de Desarrollo Económico de la Universidad de París, y en el Banco Nacional de Crédito Agrícola de las provincias francesas de Calvados, Bajos y Altos Pirineos y Gard.

## Cargos en el gobierno de Tabasco
Desempeñó los cargos de secretario particular de gobierno, tesorero general del Estado, y secretario general del gobierno de Tabasco. 

## Gobernador de Quintana Roo
A partir del 1 de enero de 1971 fue nombrado gobernador del Territorio de Quintana Roo, tomando posesión el 7 de enero del mismo año y el 8 de octubre de 1974 al ser elevado el Territorio a categoría de estado el Senado lo nombró primer Gobernador provisional.
De acuerdo a las facultades que le confirieron los artículos tercero y séptimo transitorios del Decreto que reformó el artículo 43 y demás relativos a la Constitución, mediante lo cual quedaron erigidos en Estados de Baja California Sur y Quintana Roo, convocó a elecciones a fin de integrar el Congreso Constituyente.
David Gustavo Gutiérrez Ruiz pidió licencia, para separarse del cargo, el 13 de febrero de 1975, ya que había sido nombrado secretario general de la Confederación Nacional de Organizaciones Populares (CNOP), siendo sustituido por Dionisio Vera Casanova, que ocupaba hasta entonces el cargo de Secretario General de Gobierno.
Fue Senador de la República por el Estado de Tabasco (1976-1982), también fue director general de Fertimex (1976-1982).

## Actividad empresarial
David Gustavo es uno de los empresarios tabasqueños más importantes y reconocidos de Tabasco, cuenta dentro de sus principales empresas: hoteles y agencias de vehículos, tanto en Tabasco como en Quintana Roo. Promotor de la fundación, el 19 de septiembre de 1991,  de la Universidad Olmeca, primera institución de estudios superiores privada en el estado de Tabasco, con la particularidad de ser administrada sin fines de lucro alguno; de la que además es Coordinador General del Consejo de Fundadores, 30 notables tabasqueños que aportaron financiamiento para su creación (Libro 25 Años de la Universidad Olmeca, 2016).